# Ethmia blaineorum
Ethmia blaineorum  (лат.) — вид мелких бабочек из подсемейства черноточечные моли (Ethmiinae, Depressariidae). Эндемики Коста-Рики (Центральная Америка).

## Описание
Молевидные бабочки небольшого размера с размахом крыльев 8—10 мм. Голова с умеренно крупными глазами, глазки отсутствуют. Челюстные щупики рудиментарные. Губные щупики длинные. Кормовые растения неизвестны. Вид был впервые описан в 2014 году американским энтомологом Э. Филлипсом-Родригесом (Eugenie Phillips-Rodríguez; Instituto Nacional de Biodiversidad, INBio, Santo Domingo, Коста-Рика). Видовое название дано в честь Джоан и Анны Блейн (Joan and Anne Blaine; Kennett Square, Пенсильвания, США) за поддержку исследований и программы ACG (Área de Conservación Guanacaste).